# 赤羽淑
赤羽 淑（あかばね しゅく、1931年6月18日 - 2021年）は、国文学者。学位は、文学博士（早稲田大学・論文博士・1981年）（学位論文「藤原定家の歌風」）。ノートルダム清心女子大学名誉教授。

## 略歴
宮城県仙台市生まれ。東北大学大学院博士課程中退。1981年「藤原定家の歌風」で早稲田大学より文学博士の学位を取得。ノートルダム清心女子大学助教授、教授、2005年定年退任。

## 著書
- 定家の歌一首 桜楓社 1976
- 藤原定家の歌風 桜楓社 1985.4
- 源氏物語の女たち その愛のかたち 翰林書房 1995.2
- 正宗敦夫をめぐる文雅の交流 和泉書院 1995.2 (近代文学研究叢刊)
- 源氏物語の女たち part 2 その愛のゆくえ 翰林書房 1996.4

## 共編著等
- 和歌の本質と展開 橋本不美男、藤平春男共編 桜楓社 1973
- 藤原定家全歌集全句索引 笠間書院 1973
- 藤原定家全歌集 笠間書院 1978.6
- 拾遺愚草 3巻員外雑歌1巻 藤原定家 笠間書院 1982.2 (笠間叢書)

## 記念論集
- 赤羽淑先生退職記念論文集 赤羽淑先生退職記念の会 2005.3